# August Vogel (Agrarwissenschaftler)
August Vogel (* 4. August 1817 in München; † 14. August 1889 in Rosenheim) war Professor der Agrikulturchemie an der Ludwig-Maximilians-Universität München und Mitglied der Bayerischen Akademie der Wissenschaften.

## Leben
Der Sohn des Chemikers Heinrich August von Vogel machte 1835 am (heutigen) Wilhelmsgymnasium München Abitur und studierte anschließend Medizin an den Universitäten in München, Göttingen und Berlin. 1839 in München zum Dr. med. promoviert, wandte er sich jedoch sodann aus Neigung zur Chemie nach Gießen, um bei Justus von Liebig zu hören und in dessen Laboratorium zu arbeiten. Hier beschäftigte er sich dann hauptsächlich mit Agrikulturchemie. Nach einem Jahr ging er wieder nach München, um dort als Adjunct im chemischen Laboratorium der Universität unter Leitung seines Vaters zu arbeiten. Im Jahre darauf konnte er bereits als Dozent tätig sein, indem er zunächst in Vertretung seines Vaters Vorlesungen über analytische und organische Chemie hielt, dann aber auch Lehraufgaben aus dem Bereiche der Agrikulturchemie übernahm. 1848 wurde er als außerordentlicher Professor an der philosophischen Fakultät angestellt, nachdem die Fakultät in Erlangen ihn zum Dr. phil. promoviert hatte. Von nun an beschränkte er seine Lehrtätigkeit auf die Agrikulturchemie und ergänzte diese durch landwirtschaftlich-technische Übungen und Untersuchungen. Seine Arbeit „Ueber die Aufnahme der Kieselerde durch Vegetabilien“ wurde 1866 von der Akademie der Wissenschaften in München mit einem Preis ausgezeichnet. 1869 zum ordentlichen Professor für Agrikulturchemie ernannt, bemühte Vogel sich, auch außerhalb der Universität durch Zeitschriftenaufsätze zur Verbreitung naturwissenschaftlicher Kenntnisse, insbesondere zur Popularisierung der Lehren Liebigs beizutragen. 1870 wurde er als ordentliches Mitglied in die Bayerische Akademie der Wissenschaften aufgenommen. Seit Mitte der 1880er Jahre verwitwet und kränkelnd, zog er zu seinem Sohne nach Rosenheim, wo er am 14. August 1889 starb.
Der Pädiater Alfred Vogel war sein Bruder.

## Schriften
- August Vogel, The Colors of Flowers. In: Popular Science Monthly, Oktober 1883